# Miss Polski Nastolatek
Miss Polski Nastolatek – konkurs piękności organizowany w Polsce z udziałem dziewcząt, które ukończyły 14 lat, ale nie osiągnęły jeszcze wieku 18 lat.

## Zwyciężczynie konkursu
| Rok  | Laureatka             | Rok urodzenia | Miejscowość      |
| ---- | --------------------- | ------------- | ---------------- |
| 1992 | Agnieszka Szeląg      | 1976          |                  |
| 1993 |                       |               |                  |
| 1994 | Monika Wiadrowska     | 1977          |                  |
| 1995 | Agnieszka Gołąbiewska | 1979          | Malbork          |
| 1996 | Monika Dziedzic       |               |                  |
| 1997 | Dorota Czaja          | 1980          |                  |
| 1998 | Małgorzata Begier     | 1981          |                  |
| 1999 | Anna Andrusieczko     | 1982          | Bydgoszcz        |
| 2000 | Natalia Ścibisz       | 1983          |                  |
| 2001 | Oliwia Owczarz        | 1984          |                  |
| 2002 | Julia Pietrucha       | 1989          | Warszawa         |
| 2003 | Gabriela Kubic        | 1985          | Pogorzyce-Źrebce |
| 2004 | Rozalia Mancewicz     | 1987          | Białystok        |
| 2005 | Sonia Niekrasz        | 1990          |                  |
| 2006 | Joanna Skrzyszewska   | 1991          |                  |
| 2007 | Magdalena Krzywda     | 1992          |                  |
| 2008 | Julita Rohde          | 1991          |                  |
| 2009 | Monika Suchocka       | 1992          |                  |
| 2010 | Marta Białek          | 1994          |                  |
| 2011 | Weronika Szmajdzińska | 1994          | Szczecin         |
| 2012 | Agnieszka Karasiewicz | 1995          |                  |
| 2013 | Monika Abramczyk      | 1996          | Łódź             |
| 2014 | Blanka Tichoruk       | 1999          |                  |
| 2015 | Maja Sieroń           | 2000          | Łódź             |
| 2016 | Patrycja Pabis        | 2000          | Masłów Pierwszy  |
| 2017 | Klaudia Kucharska     | 2001          | Bielsko-Biała    |
| 2018 | Zuzanna Poteraj       | 2003          |                  |
| 2019 | Magdalena Michalska   | 2001          | Orzesze          |
| 2020 | Katarzyna Synowiec    | 2003          | Drezdenko        |